# Yunnanilus macrogaster
Yunnanilus macrogaster és una espècie de peix de la família dels balitòrids i de l'ordre dels cipriniformes.

## Morfologia
Els mascles poden assolir els 7,1 cm de longitud total.

## Distribució geogràfica
Es troba a Yunnan (Xina).